# Sân bay Oslo, Gardermoen

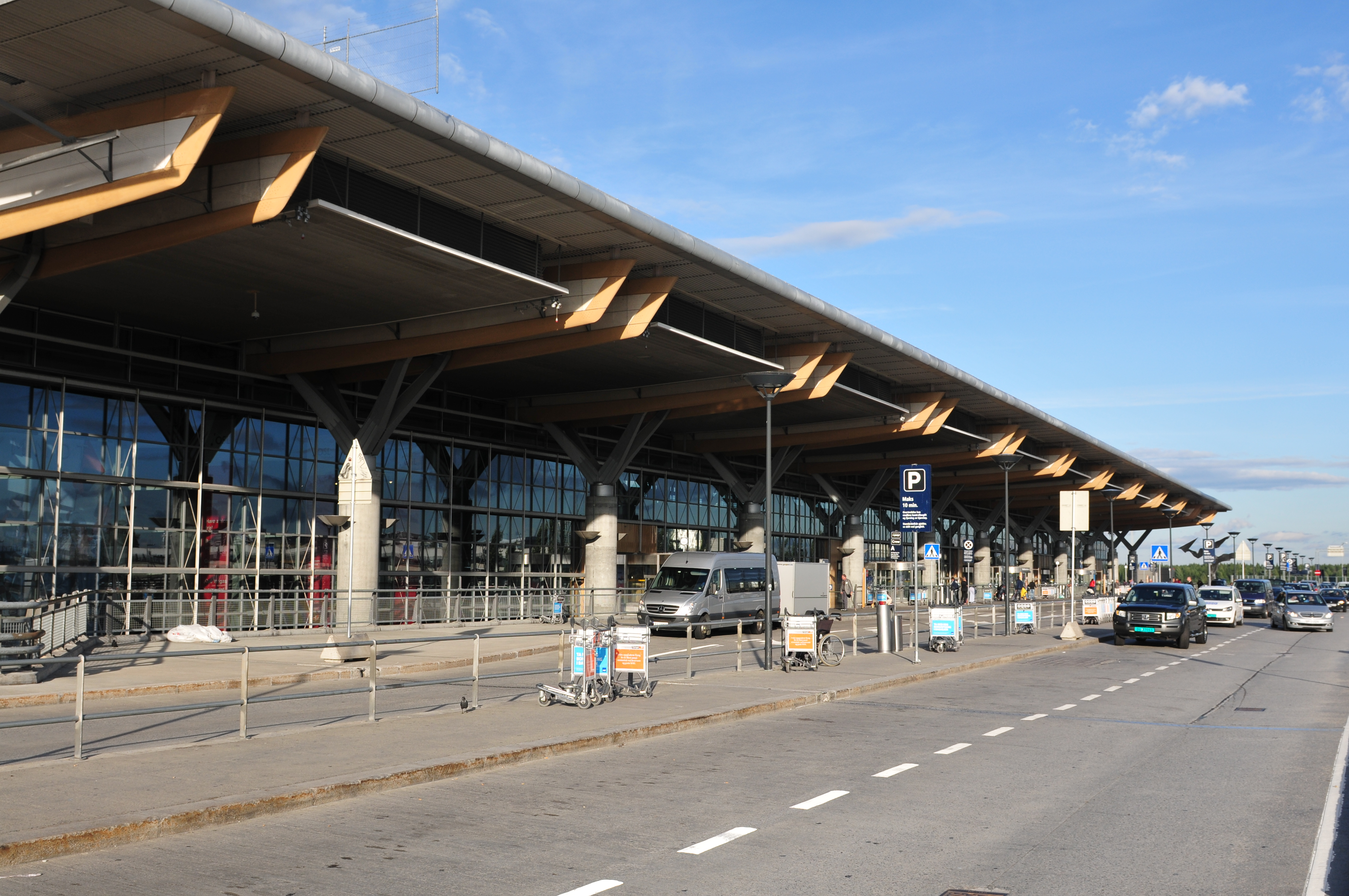
Terminal

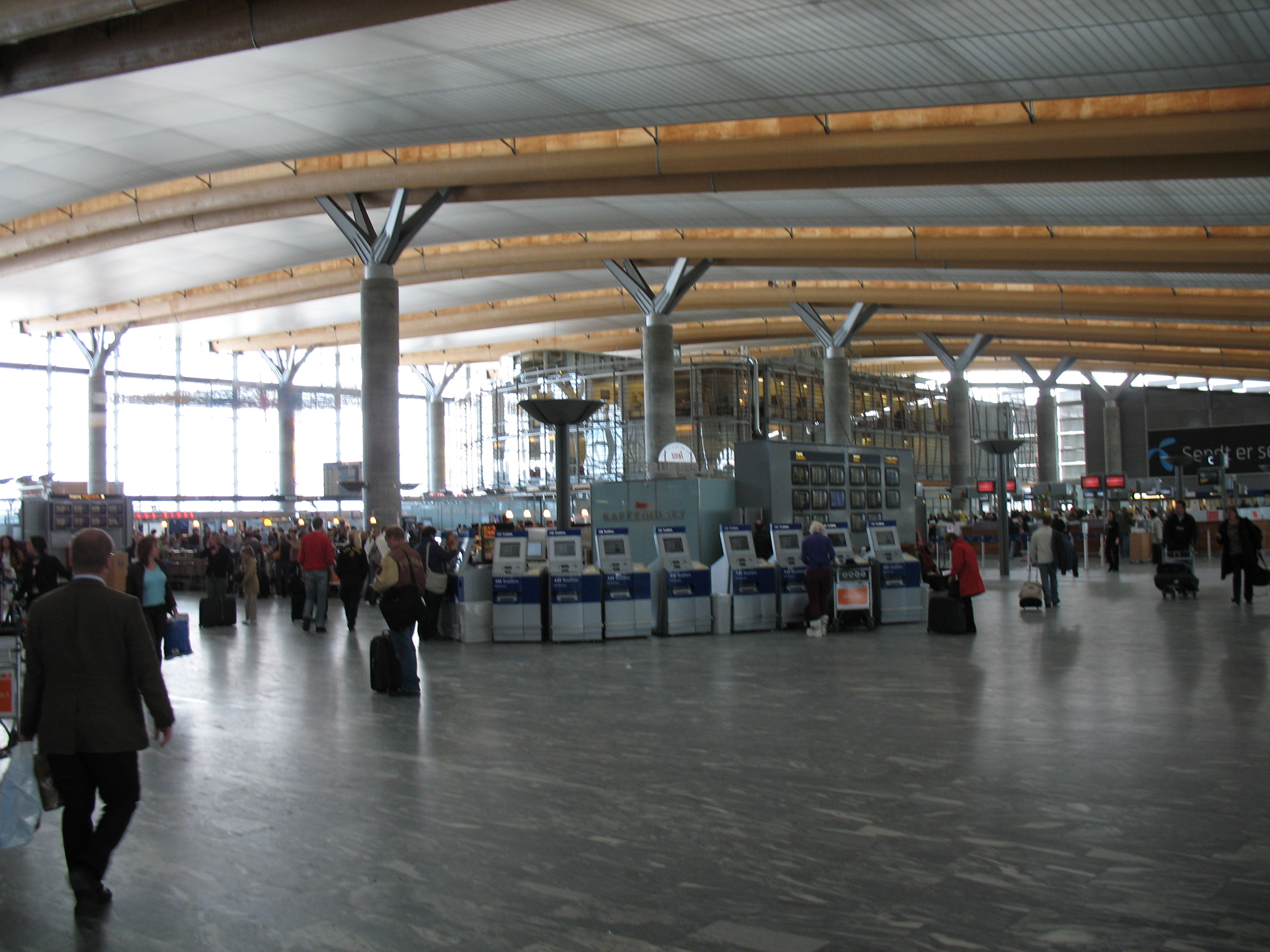
Check in-hall

Sân bay Oslo, Gardermoen (IATA: OSL, ICAO: ENGM) (tiếng Na Uy: Oslo lufthavn, Gardermoen) tọa lạc ở Ullensaker, Na Uy, 48 km phía Nam của Oslo. Mở cửa năm 1998, đây là sân bay quốc tế chính của Na Uy, có 2 đường băng. Đây là trung tâm của các hãng hàng không SAS Braathens và Norwegian Air Shuttle. Các chuyến bay quốc tế chủ yếu đi châu Âu, một số khác đi các châu lục khác. Năm 2006, sân bay này vượt qua sân bay Stockholm-Arlanda (17,5 triệu khách) là sân bay lớn thứ hai ở Bắc Âu, sau sân bay Copenhagen, Kastrup (20,9 triệu).
Khoảng 17,7 triệu khách đã sử dụng sân bay này năm 2006, tăng 1,8 triệu so với năm 2005. Đây là sân bay lớn có tốc độ tăng trưởng khách cao trong các nước Nordic, có 2 đường băng dài 2950 m và 3600 m, 34 ống lồng vào nhà ga và 5 điểm đậu đón khách bằng xe, 64 quầy thủ tục check-in và 74 chỗ đậu máy bay. Sân bay kết nối với 25 điểm đến trong nước. Ở đây có cửa hàng miễn thuế lớn nhất châu Âu do Phần Lan không thuộc Liên minh châu Âu

## Hãng hàng không và tuyến bay
Sân bay Oslo kết nối với 162 sân bay khác, trong đó có 30 sân bay nội địa. Hai hãng hàng không nội địa sử dụng sân bay Oslo là Scandinavian Airlines System (SAS) và Norwegian Air Shuttle. Vai trò của sân bay Oslo, cùng bới hai sân bay thủ đô Scandinavia khác, là trung tâm của SAS, còn nó là trung tâm chính của hãng Norwegian. Về nội địa, SAS và Norwegian Air Shuttle đều có tuyến bay với 15 sân bay chính.

### Hành khách
| Hãng hàng không                                     | Các điểm đến | Ga/sảnh |
| --------------------------------------------------- | --- | ------- |
| Aegean Airlines                                     | Athens (bắt đầu từ ngày 21 Tháng 6 năm 2015) | 2       |
| Aeroflot                                            | Moscow-Sheremetyevo | 3       |
| Air France vận hành bởi HOP!                        | Paris-Charles de Gaulle | 2       |
| Air Norway vận hành bởi North Flying                | Fagernes, Ørland | 1       |
| Air Norway vận hành bởi North Flying                | Aalborg | 2       |
| airBaltic                                           | Riga | 2       |
| Arkia Israel Airlines                               | Mùa đông: Tel Aviv-Ben Gurion | 3       |
| Austrian Airlines vận hành bởi Tyrolean Airways     | Vienna Theo mùa mùa đông: Innsbruck | 2       |
| BMI Regional                                        | Aberdeen | 3       |
| British Airways                                     | London-Heathrow | 3       |
| British Airways vận hành bởi Sun Air of Scandinavia | Aalborg, Aarhus, Billund | 2       |
| Brussels Airlines                                   | Brussels | 2       |
| Czech Airlines                                      | Mùa đông: Billund (bắt đầu từ ngày 31 Tháng 3 năm 2015), Prague (bắt đầu từ ngày 30 Tháng 3 năm 2015) | 2       |
| Danish Air Transport                                | Røros, Stord | 1       |
| Emirates                                            | Dubai-International | 3       |
| Finnair                                             | Helsinki | 2       |
| Flybe                                               | Theo mùa mùa đông: Birmingham | 3       |
| Germanwings vận hành bởi Eurowings                  | Hamburg | 2       |
| Icelandair                                          | Reykjavik-Keflavík | 2       |
| KLM                                                 | Amsterdam | 2       |
| Lufthansa                                           | Frankfurt, Munich | 2       |
| Lufthansa Regional vận hành bởi Lufthansa CityLine  | Munich | 2       |
| Norwegian Air Shuttle                               | Ålesund, Alta, Andøya, Bardufoss, Bergen, Bodø, Harstad/Narvik, Haugesund, Kirkenes, Kristiansand, Lakselv, Molde, Stavanger, Tromsø, Trondheim | 1       |
| Norwegian Air Shuttle                               | Alicante, Amsterdam, Barcelona, Berlin-Schönefeld, Billund, Bratislava, Budapest, Copenhagen, Gdańsk, Geneva, Gran Canaria, Hamburg, Helsinki, Kraków, Madrid, Málaga, Milan-Malpensa, Munich, Nice, Palanga, Paris-Orly, Poznań, Prague, Reykjavik-Keflavik, Riga, Rome-Fiumicino, Saint Petersburg, Stockholm-Arlanda, Szczecin, Tallinn, Vienna, Vilnius, Warsaw-Chopin Theo mùa mùa hè: Ajaccio, Athens, Bilbao, Bordeaux, Burgas, Catania, Chania, Dubrovnik, Faro, Heraklion, Ibiza, Kefalonia, Larnaca, Lefkas, Lisbon, Malta, Minorca, Murcia, Olbia, Palma de Mallorca, Pisa, Pristina, Pula, Rijeka, Santorini, Sarajevo-International, Split, Tivat, Varna, Venice, Visby Theo mùa mùa đông: Fuerteventura, Funchal, Lanzarote, Salzburg, Tenerife-South | 2       |
| Norwegian Air Shuttle                               | Antalya, Bangkok-Suvarnabhumi, Belgrade, Dubai-International, Dublin, Edinburgh, Fort Lauderdale, Istanbul-Sabiha Gökçen, London-Gatwick, Longyearbyen, Manchester, Marrakech, New York-JFK, Orlando Mùa đông: Agadir, Dalaman, Los Angeles, Oakland | 3       |
| Onur Air                                            | Bodrum, Dalaman | 3       |
| Pakistan International Airlines                     | Islamabad, Lahore | 3       |
| Pegasus Airlines                                    | Istanbul-Sabiha Gökçen (bắt đầu từ ngày 15 Tháng 5 năm 2015) | 3       |
| Primera Air                                         | Mùa đông: Funchal, Gran Canaria, Reykjavík-Keflavík, Tenerife-South | 2       |
| Qatar Airways                                       | Doha | 3       |
| Scandinavian Airlines                               | Ålesund, Alta, Bardufoss, Bergen, Bodø, Harstad/Narvik, Haugesund, Kirkenes, Kristiansand, Kristiansund, Molde, Stavanger, Tromsø, Trondheim | 1       |
| Scandinavian Airlines                               | Aalborg, Alicante, Amsterdam, Barcelona, Berlin-Tegel, Billund, Brussels, Chania, Copenhagen, Düsseldorf, Frankfurt, Gdańsk, Gran Canaria, Hamburg, Helsinki, Málaga, Milan-Malpensa, Munich, Palma de Mallorca, Paris-Charles de Gaulle, Prague, Reykjavík-Keflavík, Stockholm-Arlanda, Vilnius, Zürich Mùa đông: Athens, Biarritz, Burgas, Cagliari, Dubrovnik, Faro, Kalamata, Kavala (bắt đầu từ ngày 30 Tháng 5 năm 2015), Larnaca, Lisbon, Malta, Nice, Olbia, Palermo, Pisa, Pristina, Pula, Rome-Fiumicino, Salzburg, Santorini, Split, Tenerife-South, Valencia, Venice | 2       |
| Scandinavian Airlines                               | Aberdeen, Alanya-Gazipasa, Dublin, Edinburgh, London-Heathrow, Longyearbyen, Manchester, Newark Mùa đông: Antalya | 3       |
| SunExpress                                          | Antalya, Izmir | 3       |
| Swiss International Air Lines                       | Geneva, Zürich | 2       |
| TAP Portugal                                        | Lisbon | 2       |
| Thai Airways                                        | Bangkok-Suvarnabhumi | 3       |
| Turkish Airlines                                    | Istanbul-Atatürk | 3       |
| United Airlines                                     | Newark | 3       |
| Vueling                                             | Barcelona | 2       |
| Widerøe                                             | Brønnøysund, Florø, Førde, Harstad/Narvik, Røros, Sandane, Sandnessjøen, Sogndal, Ørsta/Volda | 1       |
| Widerøe                                             | Gothenburg-Landvetter | 2       |

### Thuê chuyến
| Hãng hàng không                  | Các điểm đến | Ga/sảnh |
| -------------------------------- | --- | ------- |
| Aegean Airlines                  | Mùa đông thuê chuyến: Chania | 2       |
| Air Cairo                        | Mùa đông thuê chuyến: Sharm el Sheikh | 3       |
| Corendon Airlines                | Thuê chuyến: Antalya | 2       |
| Freebird Airlines                | Thuê chuyến: Antalya | 3       |
| Jet Time                         | Mùa đông thuê chuyến: Bodrum, Burgas, Catania, Chania, Dalaman, Izmir, Korfu, Larnaca, Palma de Mallorca                                  | 2       |
| Korean Air                       | Mùa đông thuê chuyến: Seoul-Incheon | 3       |
| Novair                           | Thuê chuyến: Burgas, Chania, Fuerteventura, Goa, Gran Canaria, Kefalonia, Larnaca, Preveza, Rhodes, Santorini, Sharm el-Sheikh, Zakynthos | 2       |
| Novair                           | Thuê chuyến: Sharm el-Sheikh | 3       |
| Thomas Cook Airlines Scandinavia | Thuê chuyến: Chania, Gran Canaria, Heraklion, Karpathos, Kavala, Kos, Liverpool, Rhodes, Skiathos, Tenerife-South, Varna,                 | 2       |
| Thomas Cook Airlines Scandinavia | Thuê chuyến: Banjul, Cancún, Krabi, Montego Bay (bắt đầu từ ngày 29 Tháng 11 năm 2015) Phuket, Sharm el Sheikh, Varadero                  | 3       |
| Thomson Airways                  | Thuê chuyến: Cancún, Phuket | 3       |
| TUIfly Nordic                    | Thuê chuyến: Burgas, Gran Canaria, Larnaca, Rhodes, Samos                                                                                 | 2       |
| TUIfly Nordic                    | Thuê chuyến: Isla de Margarita, Phú Quốc, Phuket                                                                                          | 3       |

### Hàng hóa
| Hãng hàng không     | Các điểm đến                             |
| ------------------- | ---------------------------------------- |
| Amapola Flyg        | Gothenburg-Landvetter, Maastricht, Malmö |
| Asiana Cargo        | Seoul-Incheon                            |
| DHL Aviation        | Copenhagen, Trondheim                    |
| FedEx               | Amsterdam, Paris-Charles de Gaulle       |
| Korean Air Cargo    | Seoul-Incheon                            |
| Qatar Airways Cargo | Brussels, Doha                           |
| TNT Airways         | Liège                                    |
| UPS Airlines        | Cologne/Bonn, Copenhagen, Malmö          |
| VilleJet Cargo      | sân bay quốc tế Paris-Orly               |
| West Air Sweden     | Malmö                                    |